# 鹿屋市立第一鹿屋中学校
鹿屋市立第一鹿屋中学校（かのやしりつ だいいちかのやちゅうがっこう）は、鹿児島県鹿屋市西原二丁目にある公立中学校。略称は「一中」（いっちゅう）。

## 概要
鹿屋市立西原小学校・鹿屋市立西原台小学校・鹿屋市立野里小学校が校区となっている。校章の由来には2000年代初めまで「西原・野里・鹿屋の3校」と記述されてあり、現在とは校区が異なっていたことがうかがえる。
通学手段は徒歩及び自転車で、自転車通学は半径2キロ以内、野里小校区・大浦町・郷之原町・今坂町の一部のみとなっている。
また、2015年度より、高須中学校の閉校に伴い高須校区の生徒が第一鹿屋中学校に編入してきている。

## 沿革
- 1947年4月30日 - 鹿屋市立西原中学校として設立認可。当初は鹿屋小学校・西原小学校・師範予科校舎を校舎として使用した。
- 1948年8月27日 - 現在地に移転。
- 1954年3月31日 - 校名を鹿屋市立第一鹿屋中学校と改称。

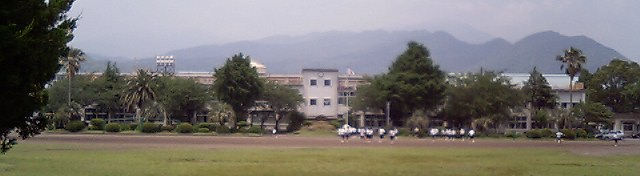
2004年まで使用されていた校舎（A・B棟）

- 1956 - 1958年 - 旧校舎建設。
- 1965年10月 - 旧プール完成。
- 1982年3月24日 - D棟完成。
- 1988年3月12日 - 武道館落成式。
- 1988年9月29日 - アスベスト除去工事完了。
- 2001年 - 現プール完成。
- 2005年8月1日 - 新校舎移転完了（生徒利用は同月19日から）。
- 2015年 - 高須中学校が編入。

## 新校舎建設関連
2004年（平成16年）に旧校舎老朽化に伴い新校舎建設が開始され、2005年（平成17年）8月19日から新校舎の生徒利用が始まった。
- 構造 - 鉄筋コンクリート造3階築
- 面積 - 4,338m²（改築3,303m²、増築1,035m²）
- 工期 - 2004年6月16日 - 2005年8月26日（全体）、2004年9月28日 - 2005年7月15日（本工事）

## 主な学校行事
- 4月 - 入学式・始業式
- 5月　集団宿泊学習（1年・1泊2日）・修学旅行（2年・2泊3日）・高隈登山（3年）
- 7月 - 合唱祭
- 9月 - 体育大会
- 11月 - 文化祭・PTAバザー
- 1月 - 芸術鑑賞
- 2月 - 立志式（2年）
- 3月 - 卒業式・終業式

## 部活動
体育系16・文化系4（同好会2含む）が存在している。
- 男子（ソフト）テニス部
- 女子（ソフト）テニス部
- 陸上部 - 2008年、2010年に全国大会出場。
- 水泳部 - 2007年に個人戦全国大会出場。
- 剣道部 - 2000年に個人戦全国大会出場。
- 柔道部
- 男子バドミントン部
- 女子バドミントン部
- 男子バレー部
- 女子バレー部
- 男子バスケットボール部
- 女子バスケットボール部
- 野球部
- サッカー部
- 男子卓球部
- 女子卓球部
- 吹奏楽部 - 文化祭や体育大会、入学式や卒業式、文化祭や体育大会などで演奏している。4月には「Welcomeコンサート」を実施。また月一回は「吹ブの日」と称する中庭コンサートを中庭で行っていた。定期演奏会は毎年9月の秋分の日の前後で行われ、3年生の最後の舞台でもある。2010年の夏の祭典金賞、九州吹奏楽大会鹿児島県予選銀賞受賞。
- 美術部 - 体育大会で毎年組ごとの絵を展示している。毎年の迫力は素晴らしい。
- 科学同好会- 2007年度にできたもっとも新しい部。
- 家庭部 - 文化祭に作品展示をしている。

## 進学先
大隅地区の公立高及び大隅半島内の私立高が中心。鹿児島市内の高校や高等専門学校へ進学する者もいる。

## 著名な出身者
- 哀川翔 - 俳優
出身小学校は鹿屋小。現在の学区割りでは鹿屋小からは鹿屋中学校の進学となるが、1970年代は一部地区では第一鹿屋中が進学先であった。
- 桂竹丸 - 落語家
- 久保禎 - 作曲家
- 国生さゆり - 女優、歌手
- 達人 tatsuto - シンガーソングライター
- 村川裕 - 鹿児島放送エグゼクティブアナウンサー
- 八代俊二 - 元WGPライダー、ジャーナリスト
- 早稲田裕美子 - MBCタレント
- 岩川武久 - 柔道家
- 有村トモナリ - ミュージシャン、音楽プロデューサー、作詞家、作曲家

## 学校周辺
- 国道269号
- 鹿屋航空基地

## 参考資料
- 鹿屋市史編さん委員会・編 『鹿屋市史 下巻（改訂版）』 鹿屋市、1995年3月、458頁。
- 『第一鹿屋中学校案内パンフレット』 2005年10月。